# Bolitoglossa taylori
Bolitoglossa taylori là một loài kỳ giông thuộc họ Plethodontidae.
Loài này có ở Panama và có thể cả Colombia.
Môi trường sống tự nhiên của chúng là rừng ẩm vùng đất thấp nhiệt đới hoặc cận nhiệt đới và vùng núi ẩm nhiệt đới hoặc cận nhiệt đới.